# Flamberge (1901)
Flamberge – francuski niszczyciel z początku XX wieku, pierwsza jednostka typu Pertuisane (nazywanego także typem Rochefortais). Nosił znak burtowy: F. Nazwa oznacza flamberg.
Pomiędzy 1909 a 1912 został przystosowany do stawiania min (wraz z "Hache", "Baliste" i "Massue").
Okręt wziął udział w I wojnie światowej, od 1915 służył na Morzu Śródziemnym. Koniec wojny zastał go w Salonikach. Został skreślony z listy floty 1 października 1920 i sprzedany na złom 8 stycznia 1921.